# René Coty
René-Jules-Gustave Coty (ur. 20 marca 1882 w Hawrze, zm. 22 listopada 1962 tamże) – francuski polityk.

## Życiorys
Urodził się w Hawrze. Z wykształcenia i zawodu był adwokatem. W czasie I wojny światowej służył w armii i walczył w bitwie pod Verdun.
W 1936 roku został wybrany senatorem. W 1940 roku głosował za przyznaniem pełni władzy marszałkowi Philippe’owi Pétainowi. Po wojnie został ponownie wybrany do Izby Wyższej (Rady Republiki), której był wiceprzewodniczącym od 1948 roku.
Sprawował urząd ministra ds. rekonstrukcji w latach 1947–1948 w gabinetach premierów Roberta Schumana i André Mariego.
W dwunastej turze głosowania został wybrany w 1954 prezydentem Republiki. W dużej mierze przyczynił się do tego Jacques Chaban-Delmas. Przed wyborem był stosunkowo mało znanym politykiem.
W czasie wydarzeń w maju 1958 roku powierzył, aby uniknąć wojny domowej, misję stworzenia nowego gabinetu generałowi Charles’owi de Gaulle’owi. Ten zgodził się pod warunkiem, iż pozwoli mu się przygotować nową konstytucję. Coty i parlament zgodzili się na to, a także na rozpisanie nowych wyborów prezydenckich i parlamentarnych. De Gaulle zastąpił Coty’ego na stanowisku prezydenta 8 stycznia 1959 roku.
Po odejściu z urzędu Coty był – jako były prezydent – członkiem Rady Konstytucyjnej. Skrytykował m.in. projekt de Gaulle’a wniesiony w 1962 roku, który przewidywał wybór głowy państwa w głosowaniu powszechnym.